# Cratere Alitus
Alitus  è un cratere sulla superficie di Marte.